# Дезертер (филм из 1992)
Дезертер је југословенски ратни љубавни драмски филм из 1992. године, у режији Живојина Павловића, који је написао сценарио заједно са Снежаном Лукић. Филм је базиран по мотивима из романа Вечни муж Фјодора Достојевског.

## Радња
Ово је филм о страхотама ратних разарања, о љубави и мржњи, части и подлаштву, верности и неверству, о добру и злу.
Уточиште среће или исходиште ужаса чини човеков неизбрисив траг.
Два пријатеља, Павле Трусић и Алекса Вељачић су официри ЈНА и обојица су заљубљени у исту жену, у Трусићеву супругу, сусрећу се поново у току грађанског рата - Трусић као избеглица из Вуковара, а Вељачић као војни судија. Њихов сусрет догађа се у драматичним околностима кулминирајући смрћу деветогодишње кћери Павла Трусића за коју се не зна да ли јој је отац он или Алекса Вељачић.

## Улоге
| Глумац             | Улога                                                |
| ------------------ | ---------------------------------------------------- |
| Радош Бајић        | Алекса Вељачић                                       |
| Раде Шербеџија     | Павле Трусић                                         |
| Мирко Бабић        | Петар Трајковић, Дезертер / Дезертеров брат близанац |
| Христина Поповић   | Лила                                                 |
| Милена Павловић    | Марина                                               |
| Марина Марковић    | Надежда Трусић                                       |
| Душан Јанићијевић  | Потпуковник ЈНА                                      |
| Бранко Цвејић      | Војни доктор                                         |
| Светозар Цветковић | капетан Балугџић                                     |
| Јанез Врховец      | Генерал Погоретина                                   |
| Горица Поповић     | Смиљка Погоретина                                    |
| Љиљана Јовановић   | Трусићева комшиница                                  |
| Љубо Шкиљевић      | Трусићев комшија                                     |
| Љубомир Ћипранић   | Трусићев пријатељ                                    |
| Владан Живковић    | Караш                                                |
| Нађа Секулић       | Каћа                                                 |
| Бранка Катић       | Стрељана трудница                                    |
| Рената Улмански    | Мајка Алексе                                         |
| Оливера Викторовић | Проститутка                                          |
| Душан Тадић        | Војни стражар                                        |
| Миња Војводић      | Стрељани војник                                      |
| Добрица Јовановић  | Макро                                                |
| Ратко Танкосић     | Дилер                                                |
| Ванеса Ојданић     | Проститутка                                          |
| Петар Лупа         | Пијаница                                             |
| Мило Мирановић     | човек у чамцу                                        |
| Душан Макавејев    | затвореник                                           |
| Живојин Павловић   | затвореник                                           |
| Предраг Милинковић |                                                      |
| Милорад Гутеша     |                                                      |
| Олга Зарић         |                                                      |
| Драган Петар       |                                                      |
| Сандра Ногић       |                                                      |
| Теодора Каран      |                                                      |
| Дара Шуковић       |                                                      |
| Вук Павловић       |                                                      |
| Ненад Павловић     |                                                      |
| Славољуб Плавшић   |                                                      |
| Миомир Радевић     |                                                      |

## Награде
- Сребрна мимоза за режију - Херцег Нови 1992[3]
- Златна маслина за најбољи филм на фестивалу медитеранског филма у Бастиљи[3]

## Филмска екипа
- Бојана Андрић - драматург
- Часлав Поповић - копродуцент
- Љубисав Ђорђевић
- Витомир Адамовић
- Радивоје Андрић - асистент режије
- Богдана Ћерамилац - секретарица режије
- Вуко Перовић
- Сања Басара
- Верица Јоцић
- Драган Ценерић
- Светолик Зајц
- Јулија Урошевић
- Ратко Стојковић
- Ранко Поповић
- Живорад Нешић
- Милорад Мијатовић
- Вујадин Мићуновић
- Милутин Новаковић
- Славко Матеић
- Љубиша Новаковић - клапер
- Владимир Попадић
- Никола Милетић
- Милош Даниловић
- Филип Мијаиловић
- Милош Вуковић
- Борис Вуковић
- Милорад Влајковић
- Драган Бојковић
- Јасмина Лилић - шминка
- Татјана Ранисављевић
- Мирјана Миловановић
- Славко Ђачић
- Дејан Пековић
- Игор Боројевић
- Влада Томановић
- Марко Родић
- Дуле Богуновић
- Зоран Радисављевић
- Дубравка Видовић
- Драгица Јовић
- Драгослав Слава Вулановић
- Радмила Вигњевић
- Здравко Симојловић
- Слободан Гојковић
- Жељко Ковачић
- Раде Јанићијевић
- Предраг Мишић
- Драган Маџгаљевић
- Живорад Миловановић
- Горан Бурић
- Ђурђе Ђачић
- Слободан Даниловић
- Урош Ковачевић - сниматељ тона
- Синиша Јовановић - тон мајстор ремикса
- Милош Митровић - сниматељ слике
- Дуда Ћерамилац - помоћник редитеља
- Станислава Зарић - маска
- Снежана Лазаревић и Мирјана Остојић - костим
- Драгољуб Ивков - сценографија
- Браћа Вранешевић - музика
- Олга Скригин - супервизор монтаже
- Лана Вукобратовић - монтажа
- Александар Петковић - директор фотографије
- Бранко Бреберина - извршни продуцент
- Снежана Лукић и Живојин Павловић - сценарио
- Радош Бајић, Зоран Милатовић, Ђорђе Милојевић - продуценти
- Живојин Павловић - режија
- Техничке услуге и лабораторија - Југоекспорт Авала филм и Телевизија Београд